# Протести в Косово (1981)
През март и април 1981 студентски протести в Прищина, столицата на тогавашната Социалистическа автономна област Косово, водят до широко разпространени протести на косовски албанци, изискващи повече автономия в рамките на Социалистическа федеративна република Югославия. Президиумът на Югославия обявява извънредно положение в Прищина и Косовска Митровица, което води до размирици. Недоволството е потушено с огромна намеса на полицията, водеща до многобройни жертви, последвана от период на политически репресии.

## Предистория
Прищинският университет е началната точка на косовските студентски протести от 1981 година. Косовската културна изолация в рамките на Югославия и ендемичната бедност водят до това, че провинцията има най-големият процент студенти и неграмотни в Югославия. Университетското образование не е гаранция за успешно бъдеще; вместо да обучава студентите за кариери в технически специалности, университетът специализира най-вече в албанистика, която трудно би осигурила работа някому освен в местните административни и културни институции. Това създава голям брой безработни, но високообразовани и възмутени албанци – отлични цели за националистически настроения. 
Освен това сръбското и черногорското население на Косово все повече негодува срещу икономическото и социалното бреме, възникнало поради студентите в населението. През 1981 г. Прищинският университет има 20 000 студенти – една десета от цялото население на града. 

## Студентски протести
Демонстрациите започват на 11 март 1981 г., първоначално като спонтанен малък протест за по-добра храна в университетския стол и подобряване на условията на живот в общежитията. Уморени от принудата да чакат на опашка с часове за нискокачествена храна, студентите започват да демонстрират.  Две до четири хиляди демонстранти са разпръснати от полицията, която прави стотици арести. 
Студентските протести продължават две седмици по-късно, на 26 март 1981 г., когато няколко хиляди демонстранти скандират все по-националистически лозунги и полицията използва сила, за да ги разпръсне, при което са ранени 32 души.  Протестът включва окупиране на общежитие от албански студенти.
Полицията реагира негативно на чувстваното засилване на национализма сред протестиращите и извършва още арести, които, от своя страна, подхранват още протести.  На 30 март студенти от три от най-големите факултета на университета обявяват бойкот, страхувайки се от връщане на Ранковичизма. 
Исканията на албанските студенти са едновременно националистически и егалитаристични, включващи желание за различен вид социализъм от югославския, белязан от полу-конфедерализъм и работническо самоуправление. 

## Ескалация на протестите
На 1 април демонстрации се провеждат в цяло Косово и 17 полицаи са ранени в сблъсъци с демонстранти при неуспешни опити за разпръсването им. Армията получава нареждане да осигури държавните институции и Махмут Бакали скоро я призовава да изпрати танкове на улиците. 
В рамките на дни протестите срещу условията за студентите се превръщат в несъгласие с третирането на етническо албанското население от сръбското мнозинство, последвано от размирици и албански националистически искания.  Основното искане е Косово да стане република в рамките на Югославия вместо да остане в тогавашния си статут на провинция на Сърбия. 
Властите обвиняват радикалните националисти за протестите – в майския брой на "Политика" пише, че целта на протестите е Република Косово да напусне Югославия и да се присъедини към Албания.  Властите въвеждат забрана срещу чуждестранни репортажи, а местните журналисти, за разлика от времето на протестите в Косово през 1968 г., нямат никаква независимост и публикуват единствено официални изявления.  Някои от официалните изявления са неясно формулирани, споменавайки „вътрешни и външни врагове“, което провокира редица конспиративни теории, които подхранват националистически настроения в останалите части на Югославия.  Една от конспиративните теории е популяризирана от Азем Власи, който по-късно публично обсъжда предполагаемото участие на албанските служби за сигурност „Сигурими“ в протестите. 
Край Подуево полицейските подкрепления, идващи от Централна Сърбия са спрени от албански демонстранти, които са взели местни сърби и черногорци като заложници. 

## Извънредно положение
Ръководството на Югославската комунистическа партия гледа на противопоставянето на протестиращите срещу самоуправлението и национализма им като сериозна заплаха и решава „да ги спре с всички възможни средства“.
На 2 април 1981 г. Президиумът на Югославия под председателството на Цвиетин Миятович обявява извънредно положение в Прищина и Косовска Митровица, което трае една седмица. 
Президентството изпраща специални части да спрат демонстрациите.  Федералното правителство изпраща до 30 000 войници в провинцията. Избухват бунтове и югославските власти използват сила срещу протестиращите.
На 3 април се провеждат последните демонстрации във Вучитрън, Урошевац, Витина и Косовска Митриница, които скоро са спрени след допълнително разположение на полицейски части. 
Бунтовете включват 20 000 души в шест града. 
В края на април „Ню Йорк Таймс“ съобщава, че девет души са починали и над 50 са ранени.  През юли „Ню Йорк Таймс“ пише, че над 250 са ранени. 

## Последствия
В Косовската комунистическа партия се провежда чистка, при която от нея са изключени няколко от ключовите ѝ фигури, включително президентът ѝ. Вели Дева замества Бакали, тъй като се вярва, че той е бил по-твърд към Тирана. 
След демонстрациите е проведена чистка във факултета и сред студентите на Прищинския университет, засягаща тези, считани за „сепаратисти“. 226 студенти и университетски работници биват осъдени на до 15 години затвор. Чистката включва и премахването на много албанци от официциални постове, включително президента на университета и двама ректори, които биват заменени с хардлайнери на комунистическата партия. Въведена е забрана за ползване на внесени от Албания учебници в университета; оттогава е позволено в университета да бъдат ползвани единствено учебници, преведени от сърбо-хърватски. Демонстрациите водят и до тенденцията сръбски политици да изискват централизация, единство на сръбските земи, намаляване на културния плурализъм за албанци и увеличение на защитата и насърчаването на сръбската култура.  Университетът е денонсиран от сръбските комунистически лидери като „крепост на национализма“. 
Съюзът на комунистите в Косово обявява, че бунтовете са продукт на албанския национализъм и Сърбия реагира посредством желание за намаляване силата на албанците в провинцията и пропагандна кампания, която твърди, че сърбите са измествани от провинцията най-вече от нарастващото албанско население, вместо поради лошото състояние на икономиката. 
През 1981 г. е обявено, че около 4000 сърби планират да се преместят от Косово в Централна Сърбия след бунтовете от март, които водят до смъртта на няколко сърби и оскверняването на сръбски православна архитектура и гробища. 33 националистически формации са разбити от югославската полиция, която конфискува оръжия и пропагандни материали. 280 души са осъдени и 800 са глобени. 
Демонстрациите в Косово са началото на тежка криза в Югославия, която по-късно води до разпадането ѝ. Отговорът на правителството на демонстрациите променя политическата насока в страната в посока, която значително нарушава възможността ѝ да се поддържа в бъдещето.

## В литературата и изкуството
Събитията вдъхновяват албанския писател Исмаил Кадаре за романа „Сватбената процесия, превърнала се в лед“ (на албански: Krushqit jane te ngrire), в който авторът описва албанска лекарка (Теута Шкрели, Teuta Shkreli), помагаща на ранените студенти. Образът на Теута е вдъхновен от действията на албанската лекарка Сехадете Мекули – гинеколожка и съпруга на албанския писател Есад Мекули. 